# Sulfatasen
Sulfatasen sind Enzyme aus der Gruppe der Esterasen, die durch Hydrolyse Sulfatester in Alkohol und Sulfat spalten. Sie lassen sich der Enzymklasse EC 3.1.6 zuordnen.

## Eigenschaften
Sulfatasen müssen zunächst aktiviert werden, bevor sie Bindungen spalten können. Sulfatasen werden in ihrem aktiven Zentrum posttranslational modifiziert. Das Enzym FGE verändert ein Cystein in ein Formylglycin, welches für den Spaltungsmechanismus der Sulfatasen eine große Rolle spielt.

### Spaltung
Bei der Spaltung eines Sulfatesters findet ein Trans-Sulfatierungs-Eliminierungs-Mechanismus statt. Zuerst entsteht aus dem Formylglycin im aktiven Zentrum durch Hydratisierung ein Diol. Anschließend kann die Hydroxygruppe der Sulfatase einen Sulfatester nucleophil angreifen. Dadurch spaltet sich der Alkohol vom Sulfatester ab und das Sulfat ist an die Sulfatase gebunden. Bei der Abspaltung des Sulfats vom Enzym entsteht wieder Formylglycin.

## Beispiele
Der Mensch hat 17 Sulfatasen nach heutigem Forschungsstand. Diese befinden sich zum größten Teil im Lysosomen. Bekannt davon sind:
- Die Arylsulfatasen Arylsulfatase A, Arylsulfatase B, Arylsulfatasen C-K
- Iduronat-2-Sulfatase